# Markus Rogan

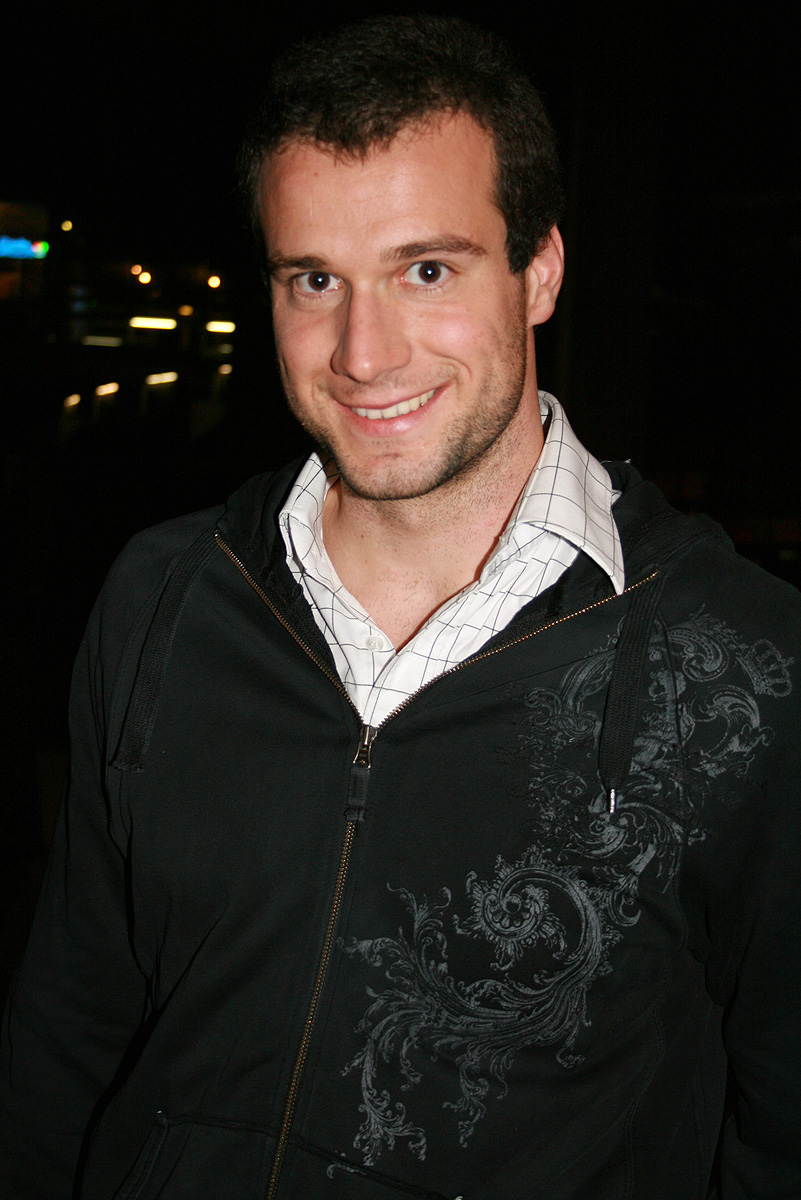
Markus Rogan.

Markus Antonius Rogan es un nadador austríaco que nació el 4 de mayo de 1982 en Viena.
Sus mayores logros han sido dos medallas de plata en los Juegos Olímpicos de Atenas 2004 en 100 m y 200 m espalda y una segunda plaza en 200 m espalda en el Campeonato mundial de natación de 2001 en Fukuoka, Japón.
Ganó la medalla de oro en 200 m espalda en el Campeonato Mundial de Natación en Piscina Corta de 2008, celebrado en Mánchester.
En septiembre de 2008 el correo austríaco emitió un sello postal en su homenaje tras su actuación en el campeonato mundial de Mánchester.